# Mesapatetica aenigmatica

Mesapatetica aenigmatica (лат.) — ископаемый вид коротконадкрылых жуков из семейства Staphylinidae, единственный в составе рода Mesapatetica. Юрский период (Daohugou Beds, около 165 млн лет), северный Китай, Внутренняя Монголия, уезд Нинчэн.

## Описание
Длина тела 8,4 мм, ширина — 1,9 мм, надкрылья — 2,4×1,1 мм. Голова мелкая (длина — 1,1 мм). Усики 11-члениковые. Пронотум поперечный. Mesapatetica aenigmatica демонстрирует необычное сочетание признаков разных групп стафилинид, принадлежащих двум базальным подсемействам Apateticinae (например, булавовидные усики, килевидные голени и окаймлённый пронотум) и Trigonurinae (например, наличие эпистомального шва, частично редуцированного 8-го антенномера, сравнительно длинные надкрылья, покрывающие III абдоминальный тергит и форма тела). В то же время отличается от них несколькими необычными чертами: удлинённые мезококсы, IV-й и V-й абдоминальные тергиты с парой базолатеральных килей.
Вид был впервые описан в 2014 году китайскими и американскими палеоэнтомологами Ч. Цаи (Chenyang Cai; State Key Laboratory of Palaeobiology and Stratigraphy, Nanjing Institute of Geology and Palaeontology, Chinese Academy of Sciences, Нанкин, Китай), Д. Хуангом (Diying Huang), Альфредом Ньютоном (Alfred F. Newton; Department of Zoology, Field Museum of Natural History, Чикаго, США) и Маргарет Тейер (Margaret K. Thayer) по ископаемым отпечаткам из Китая.